# جان داربی‌شایر
جان داربی‌شایر (انگلیسی: John Derbyshire; ۲۸ نوامبر ۱۸۷۸ – ۲۵ نوامبر ۱۹۳۸) شناگر اهل بریتانیا بود.
وی در مسابقات کشوری و بین‌المللی در مجموع برندهٔ ۱ مدال طلا، ۱ مدال برنز شده‌است.